# 五福花屬
五福花屬（学名：Adoxa）是五福花科的一属。

## 下属物种
本属包括以下物种：
- 五福花 Adoxa moschatellina L.
- 西藏五福花 Adoxa xizangensis K. Yao